# 纤粉蝶
纤粉蝶（Psyche，又名黑点粉蝶）是纤粉蝶属的一种小型蝴蝶，分布於印度次大陸、東南亞與澳洲。其前翅上表為白底，具一黑色斑點。飛行方式輕盈飄忽，振翅時身體上下擺動，通常在草地上低飛，鮮少離地活動。

## 描述

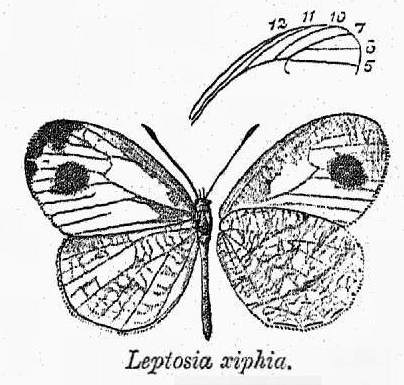

節錄自查爾斯·湯瑪斯·賓漢所著《英屬印度動物誌：包含錫蘭與緬甸之蝴蝶卷二》.（1907年）：
- 尼塞維爾未出版的手稿中稱其為「流浪雪花」。
- 翅上表：白色；翅基稍有細小黑鱗點。前翅：翅緣隱約有黑點，尖端呈黑色，內緣呈內彎角狀；中後區有一個大型略呈梨形的黑色斑點。後翅白色一致，大多數個體在翅端有非常細微的黑色邊線。[3]
- 翅下表：白色；前翅翅緣與尖端，以及整個後翅散布極細的綠色橫紋與小斑點；後翅上的這些斑點傾向於排列成翅基下方、中部與翅盤的斜橫帶狀。前翅：中後區之黑點與上表相同；前後翅翅緣脈端有短小黑色橫線，常融合形成與上表相似的黑色邊線。觸角深褐色帶白斑，頭部略帶褐色，胸腹部為白色。雌蝶與雄蝶相似，但前翅上表的黑紋通常較寬，但不一定一般如此。[3][4]
- 翅展：25–53 毫米[3]
- 棲地：從喜馬拉雅山脈低海拔地區（穆索里至錫金）、印度中部、西部與南部（不含沙漠區）、斯里蘭卡、阿薩姆、緬甸與丹那沙林山脈，分布延伸至中國與馬來地區。[3]
- 幼蟲：綠色，腿基部帶青白色，略具毛。以山柑屬植物為食，食草包含牛眼睛（Capparis zeylanica）。[5]
- 幼蟲亦取食碎米薺屬（Cardamine）與白花菜屬（Cleome）植物葉片。[6]
- 蛹：有時為綠色，但通常為柔和粉紅色。幼蟲與蛹皆與黃蝶相似，但更為纖細。引自Davidson、Bell與Aitken在賓漢著作中之記載。[3]

## 亞種
按字母順序排列：
- L. n. aebutia Fruhstorfer, 1910（塔那占比亞、卡勞島）
- L. n. chlorographa Hübner, [1813]（爪哇）
- L. n. comma Fruhstorfer, 1903（帝汶至塔寧巴爾群島）
- L. n. dione (Wallace, 1867)（南蘇拉威西）
- L. n. fumigata Fruhstorfer, 1903（龍目、松巴哇、弗洛勒斯、索羅）
- L. n. georgi Fruhstorfer（菲律賓北部）
- L. n. malayana Fruhstorfer, 1910（馬來半島、新加坡、蘇門答臘、婆羅洲、邦加、比里頓）
- L. n. nicobarica (Doherty, 1886)（尼科巴群島）
- L. n. nina（印度、錫蘭至中南半島、泰國、浮羅交怡、安達曼群島）
- L. n. niobe (Wallace, 1866)（臺灣）
- L. n. terentia Fruhstorfer（菲律賓南部）

## 圖庫

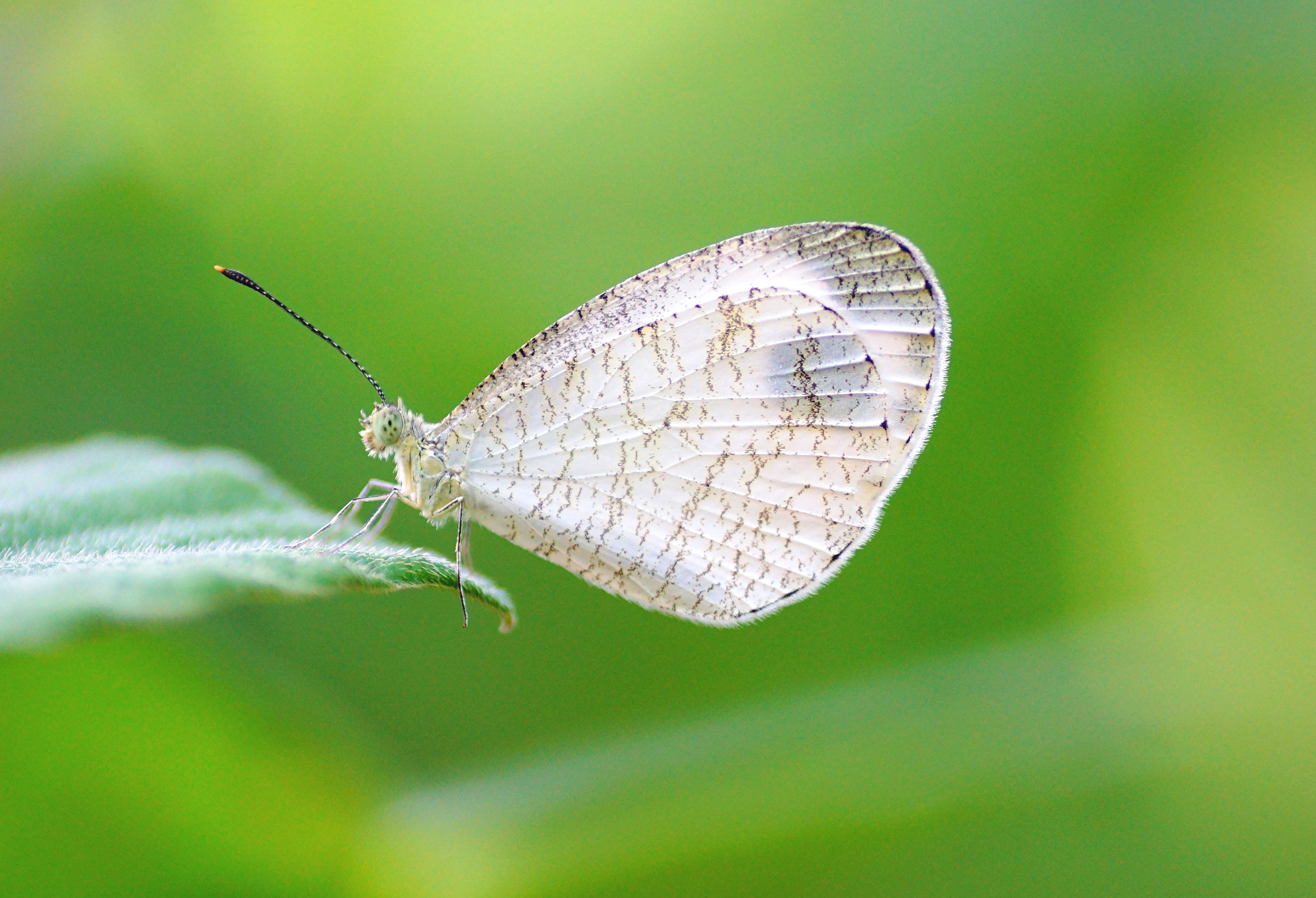
攝於印度喀拉拉邦
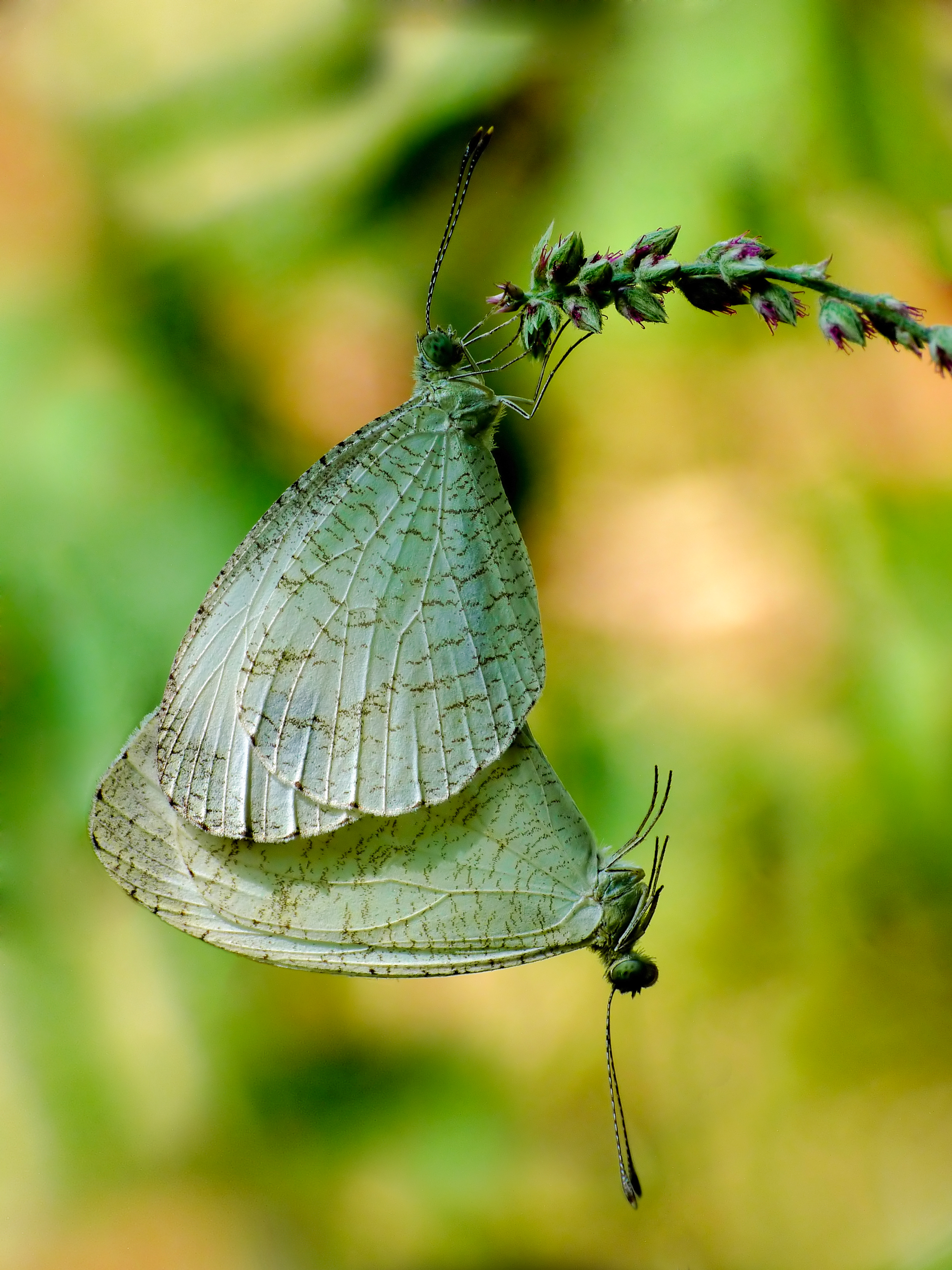
交配中
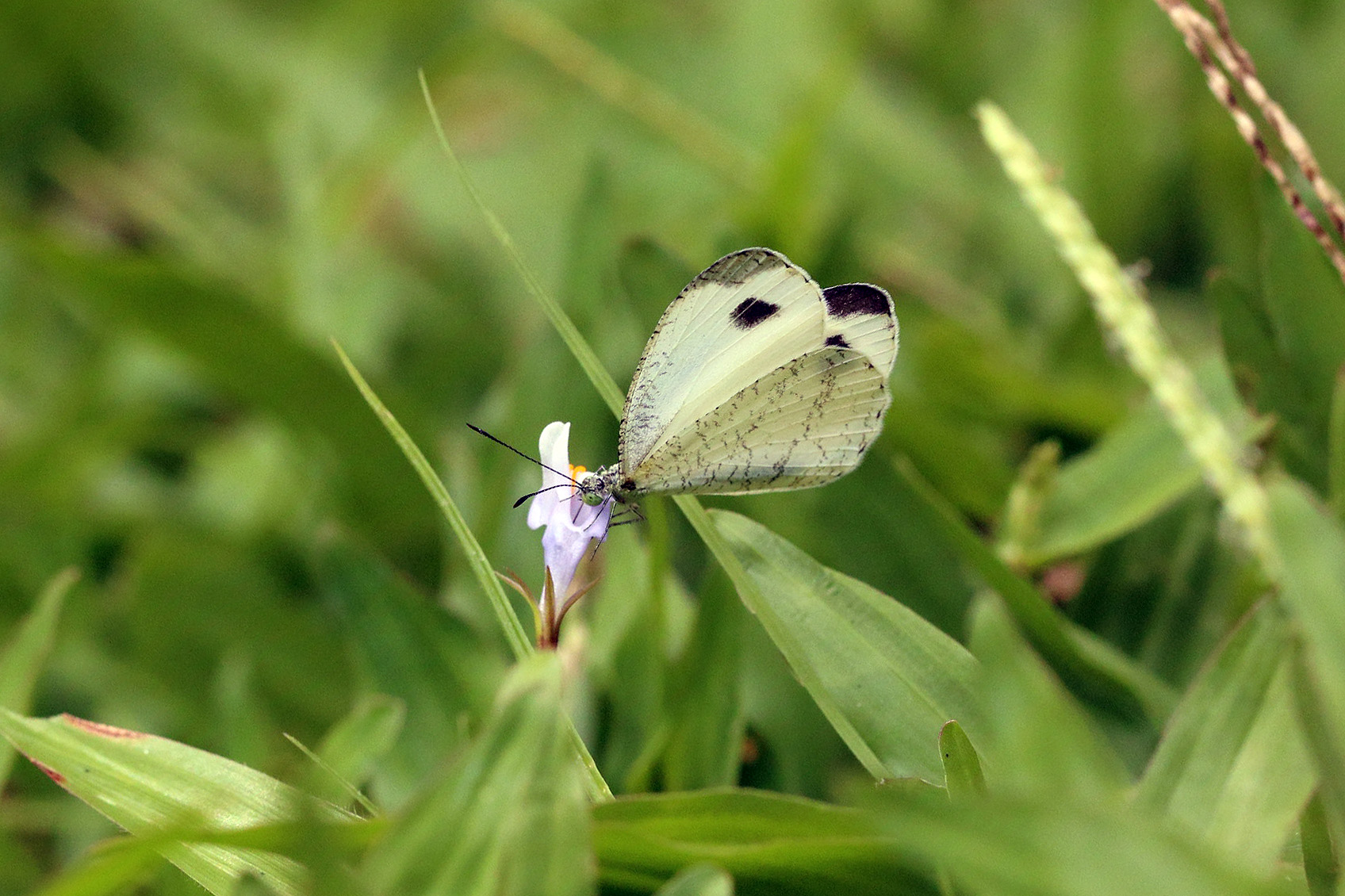
L. n. malayana，馬來西亞婆羅洲
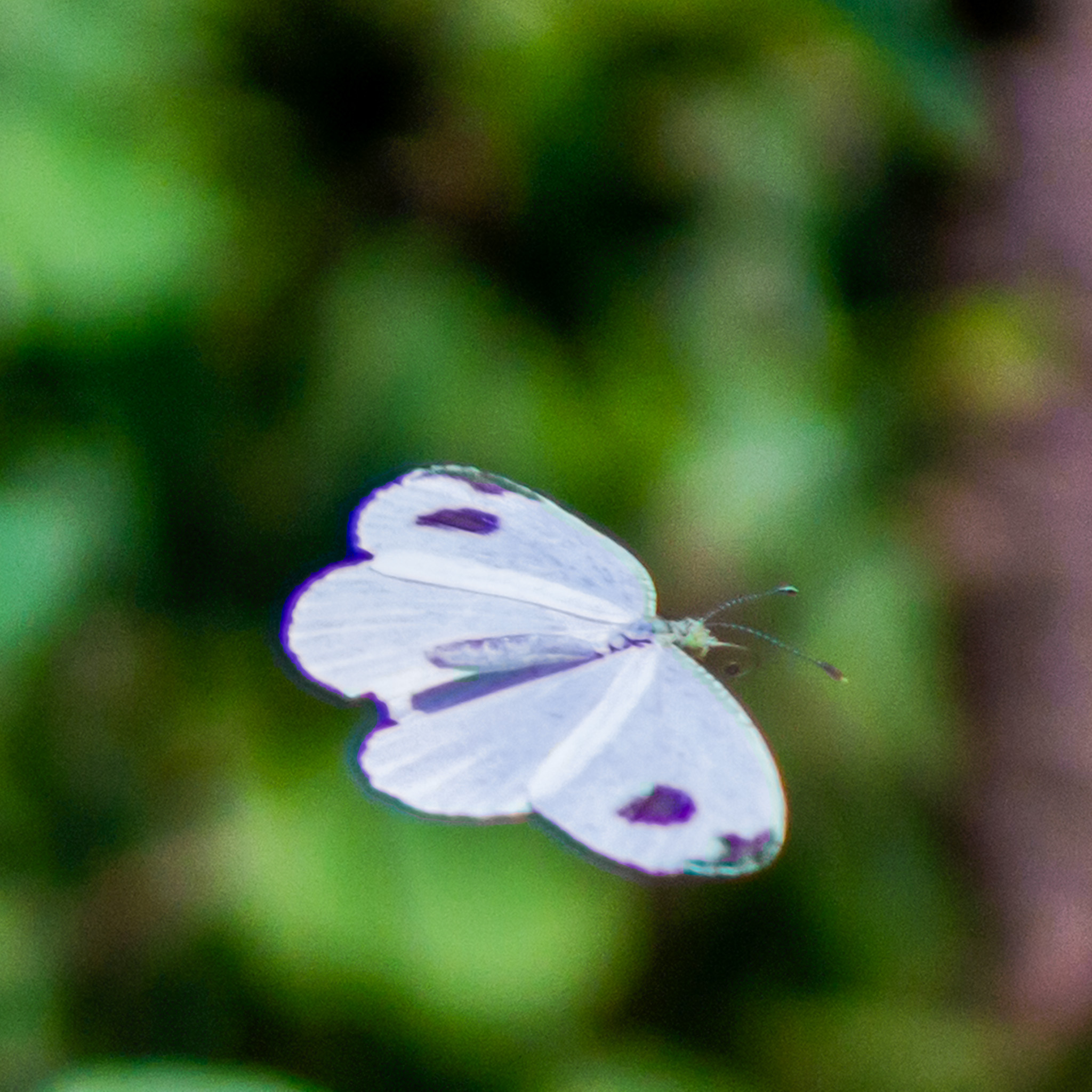
飛行中，斯里蘭卡，可見前翅清晰輪廓
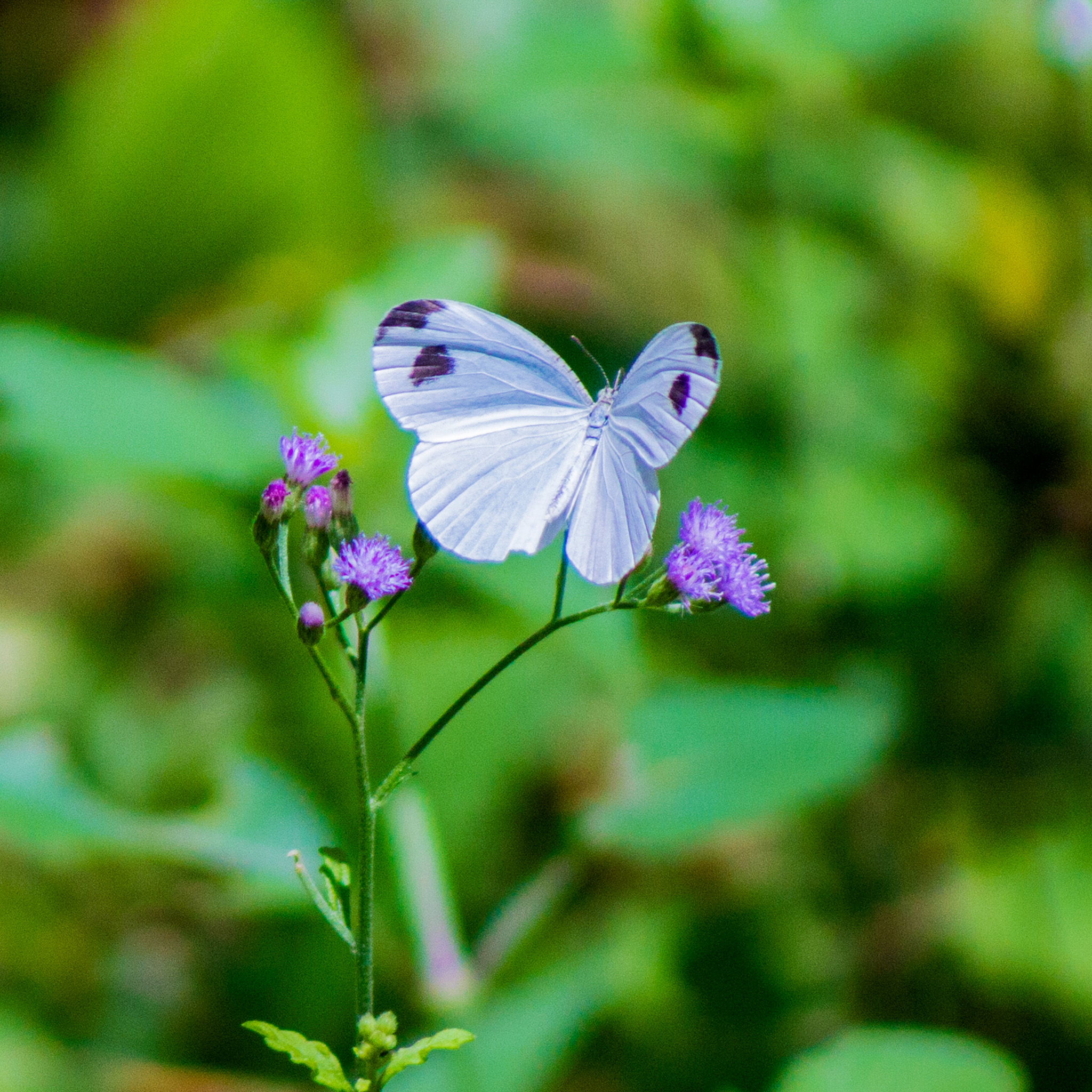
飛行中，斯里蘭卡，可見前翅清晰輪廓
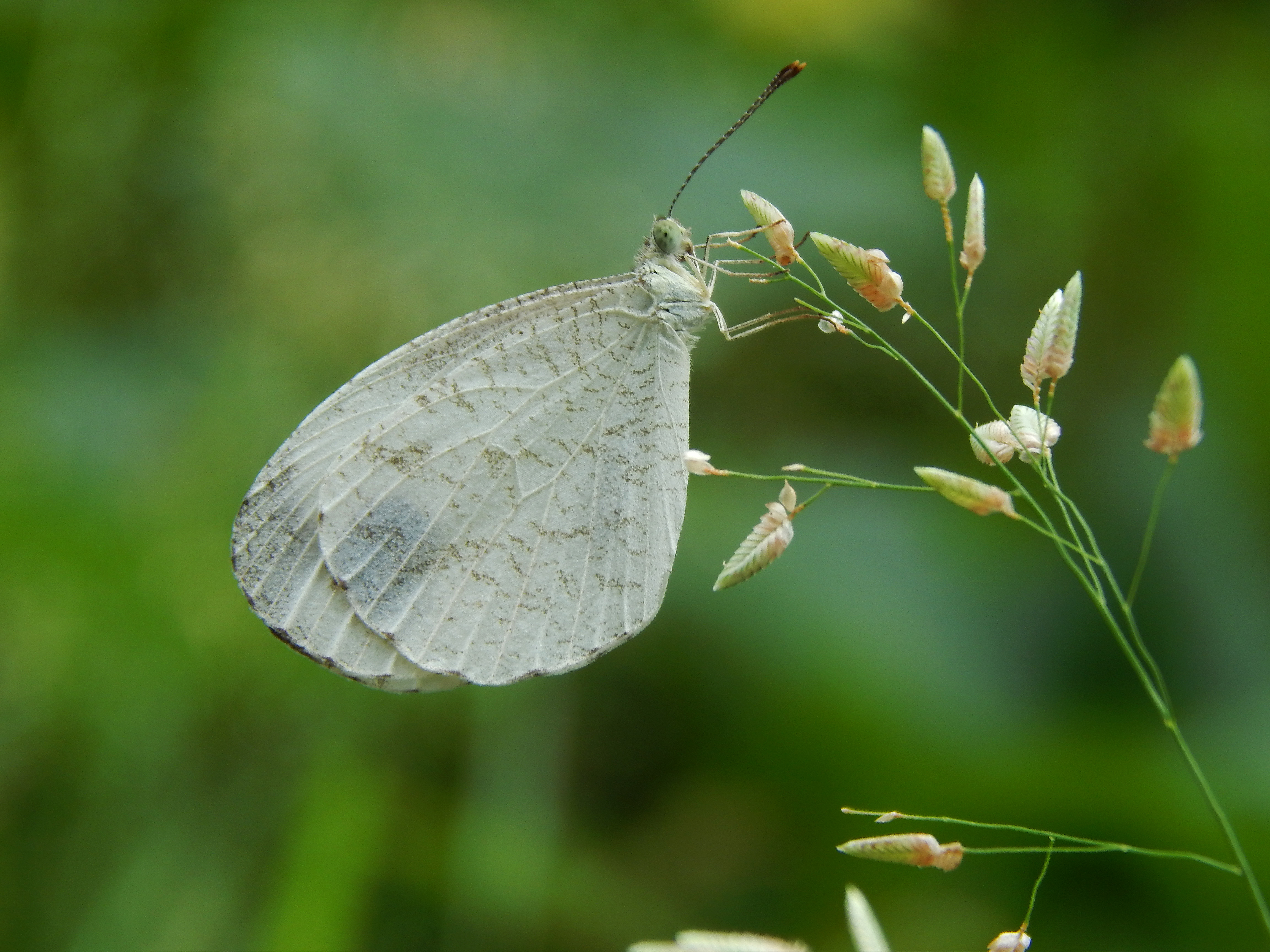
攝於印度喀拉拉邦阿里科德